# Cándido Rubiolo
Cándido Genaro Rubiolo (ur. 19 września 1920 w Devoto, zm. 9 lutego 2004) – argentyński biskup katolicki.
Święcenia kapłańskie przyjął 22 września 1945. We wrześniu 1974 został mianowany biskupem pomocniczym Cordoby, otrzymał jednocześnie biskupią stolicę tytularną Aquae in Mauretania. 17 listopada t.r. przyjął sakrę biskupią. W kwietniu 1977 został mianowany biskupem ordynariuszem Villa Maria, objął rządy w diecezji 13 lipca 1977.
W październiku 1979 został promowany na arcybiskupa Mendozy, przejął rządy w archidiecezji w listopadzie. Po osiągnięciu wieku emerytalnego, w marcu 1996 przeniesiony na emeryturę.